# Hewlett Packard Labs
Hewlett Packard Labs là tổ chức có chức năng nghiên cứu của Hewlett Packard Enterprise và các doanh nghiệp của công ty. Được thành lập vào tháng 11 năm 2015 khi HP Labs tách khỏi Hewlett Packard Labs để theo sự thay đổi của việc tách Hewlett Packard Enterprise khỏi HP Inc. (trước kia là Hewlett-Packard). Phòng thí nghiệm đặt tại Palo Alto, California.

## Lịch sử
HP Labs được thành lập vào ngày 3 tháng 3 năm 1966, bởi hai người sáng lập Bill Hewlett và David Packard, với mục đích tạo ra một tổ chức không bị ràng buộc bởi công việc kinh doanh hàng ngày. Tháng 8 năm 2007, các lãnh đạo của HP executives đã giảm mạnh số lượng các dự án từ 150 xuống còn 30. Ngày 1 tháng 11 năm 2015, HP Labs tách khỏi Hewlett Packard Labs thành tổ chức độc lập khỏi Hewlett Packard Enterprise với Martin Fink làm giám đốc.

## Giám đốc
Dưới đây là danh sách giám đốc của Hewlett Packard Labs kể từ khi thành lập năm 1966 dưới tên HP Labs.
- Barney Oliver (1966–81)
- John Doyle (1981–84)
- Joel Birnbaum (1984–86 và 1991–99)
- Don Hammond (1986–87)
- Frank Carrubba (1987–91)
- Ed Karrer (1999)
- Dick Lampman (1999–2007)
- Prith Banerjee (2007–2012)
- Chandrakant Patel (tạm quyền; 7 tháng 4 - tháng 11 năm 2012)
- Martin Fink (2012–2016)
- Mark Potter (2016–hiện tại)